# DCH
Development Construction Holding (DCH) — фінансово-промислова група України, що консолідує значну частину колишніх активів групи «УкрСиббанк». Заснована в лютому 2007 р. Повна назва — ТОВ «Девелопмент Констракшн Холдинг».

## Власники та керівництво
Президент Групи DCH — Олександр Владиленович Ярославський.

## Діяльність компанії
Займається інвестиціями та будівництвом. На початку 2018 року компанія купила Дніпровський металургійний завод.

### Участь у купівлі Мотор-Січ
На початку серпня 2020 року одна з дочірніх компаній групи DCH — «МС-4» — досягла домовленості з китайською компанією Skyrizon Aircraft Holdings Limited (дочірня компанії Beijing Skyrizon) про спільний розвиток заводу «Мотор Січ» та подали заявку в Антимонопольний комітет України щодо затвердження угоди купівлі-продажу, який до того намагалися купити інші китайські компанії у 2016 та 2019 роках. Після цього прокуратура у серпні 2020 року повторно арештувала акції підприємства, а нові власники у вересні 2020 року попередили уряд України щодо можливої подачі позову проти України до міжнародного інвестиційного арбітражу щодо відшкодування збитків у 3,5 млрд доларів через незатвердження угоду про куплю акцій новими китайсько-українськими власниками. Олександр Ярославський 20 січня 2020 року побував у Службі безпеки України, де бізнесмена вдруге допитували в якості свідка у справі ПАТ "Мотор Січ". А на початку грудня повідомили про подачу позову, перед цих не отримавши відповіді від АМКУ, залучивши на свій бік юридичні компанії WilmerHale, DLA Piper, Bird & Bird, а також як юридичного радника з питань українського права компанію Arzinger. Дозволу від Антимонопольного комітету України комітету на ці угоди станом на середину січня 2021 року немає.. Нові власники на 31 січня 2021 року запланували проведення позачергових загальних зборів акціонерів товариства «Мотор Січ», які генеральний конструктор «Мотор Січ» та один з акціонерів товариства В'ячеслав Богуслаєв називає спробою рейдерського захоплення підприємства, оскільки на ньому планується замінити менеджмент підприємства для отримання контролю над підприємством.
У січні 2021 року Міністерство фінансів США ввело санкції проти компанії Skyrizon, яка є партнером групи DCH з розвитку заводу «Мотор-Січ», через спроби придбати та узаконити закордонні військові технології ста роботів в інтересах китайської армії, що становить загрозу національній безпеці США. 18 січня стало відомо, що Служба безпеки України викликає власника групи DCH Олександра Ярославського для давання показів 19 січня у якості свідка у кримінальному провадженні щодо ПАТ «Мотор Січ» за ст. 14 («Готування до кримінального правопорушення»), ст. 111 («Державна зрада»), ст. 113 («Диверсія») Кримінального кодексу України. На думку Олександра Ярославського, цей виклик на допит є ознакою залякування бізнесу і тиску на інвесторів та схожий із подіями на Харківському тракторному заводі у 2016 році.

## Активи
- Суха Балка
- Дніпровський металургійний завод
- Харківський тракторний завод
- Авіалінії Харкова (ліквідована)